# Paul Le Guen
Paul Le Guen (pronunțat [pɔl lə gwɛn]; n. 1 martie 1964, Pencran, Finistère) este un fost fundaș francez de fotbal, actualul antrenor al echipei naționale de fotbal a Camerunului.
Le Guen a avut o carieră managerială de succes în Franța, mai ales la conducerea lui Olympique Lyonnais, câștigând trei titluri consecutive în Ligue 1. El a antrenat de asemenea și echipa Stade Rennais.

## Cariera de jucător

### La nivel de club
Pe durata carierei sale de jucător, Le Guen a jucat la Stade Brest timp de 6 ani, la Nantes Atlantique 2 ani și la Paris Saint Germain 7 ani (cu 478 apariții și cu medalia Cupei Cupelor UEFA în 1996).

### La nivel de echipă națională
A jucat de 17 ori pentru Franța și a făcut parte din echipa de la Campionatul Mondial de Fotbal 1994, împreună cu Eric Cantona și David Ginola.
Și-a încheiat cariera într-un amical cu Camerunul de pe 21 mai 1998. Acel meci s-a terminat la egalitate, 1–1.

## Palmares
Lyon
- 3 × Ligue 1: 2002-2003, 2003-2004, 2004-2005
- 3 × Trofeul Campionilor: 2002, 2003, 2004

PSG
- 1 × Cupa Ligii Franceze: 2007-2008

## Statistici

### Antrenor
| Echipă              | Țară   | De la            | La              | Record | Record | Record | Record | Record       |
| Echipă              | Țară   | De la            | La              | G      | V      | E      | Î      | Victorii (%) |
| ------------------- | ------ | ---------------- | --------------- | ------ | ------ | ------ | ------ | ------------ |
| Stade Rennais       | Franța | 2000             | 2001            | 121    | 53     | 22     | 46     | 43,80        |
| Olympique Lyonnais  | Franța | 1 iulie 2002     | 1 iunie 2005    | 155    | 84     | 43     | 28     | 54,19        |
| Rangers             | Scoția | 9 mai 2006       | 4 ianuarie 2007 | 31     | 16     | 8      | 7      | 51,61        |
| Paris Saint-Germain | Franța | 15 ianuarie 2007 | 1 iunie 2009    | 110    | 53     | 24     | 33     | 48,18        |
| Total               | Total  | Total            | Total           | 417    | 206    | 97     | 114    | 49,4         |

La 19 august 2009.